# Yamaha FJR1300
De Yamaha FJR1300 is een sportieve toermotorfiets van Yamaha.

## Ontwikkeling 1ste generatie FJR1300
Om de FJR 1300 (Fast Journey and Ride) te ontwikkelen nam projectleider, Hiroshi Komatsubara, zijn ontwikkelteam voor een toer door Europa met verschillende toermotoren. Om een typische Europese toervakantie te simuleren reed het team van Nederland, naar Duitsland, Zwitserland, Oostenrijk, Italië en Frankrijk. Alle motoren werden uitvoerig getest in het stedelijk verkeer, op de Duitse Autobahn en in de bergen van de Alpen. Hierna werd het wenslijstje gemaakt voor de "ultimate fun tourer". In 2001 introduceerde Yamaha de FJR 1300 in Europa als een nieuwe generatie sportieve touringmotor, die naast een krachtig sportief motorblok ook voorzien was van de nodige comfort. Een jaar later (2002) introduceerde Yamaha de motor ook in Noord-Amerika. Om de motor relatief licht (268 kg) te houden werd het motorframe opgebouwd uit laag gewicht aluminium. Voor het motorblok werd gekozen voor 1298 cc 4-cilinderblok met 145 pk bij 8000 tpm en een koppel van 125,5 Nm bij 6000 tpm om garant te kunnen staan voor de sportieve prestaties. Verder heeft de motor een onderhoudsarme cardanaandrijving.
De FJR1300 is met de nodige comfort uitgerust: een goede buddyseat voor zowel berijder als passagier voor lange afstanden rijden, een volle kuip met tijdens de rit elektrisch instelbare ruit om bestuurder en passagier uit weer en wind te houden, waarbij gezorgd is voor een zo goed mogelijke aerodynamica en twee voor FJR 1300 ontworpen zijkoffers om bagage mee te kunnen vervoeren.
De FJR was 7 jaren achter elkaar winnaar van de Reader Choice van het Duitse motortijdschrift Motorrad. Sinds 31 mei 2002 heeft de FJR1300 een eigen Nederlandse club. Ook in België bestaat er een FJR1300 Club.

## Ontwikkeling 2de generatie FJR1300A
In 2003 vond er een herziening plaats van de FJR. Het model werd standaard uitgerust met ABS, wat leidt tot de benaming FJR1300A. De ABS is een 2-lijnen systeem, dat het voorwiel en achterwiel apart controleert. Omwille van het ABS-systeem en voor betere remprestaties werden de voorremschijven vergroot naar 320 mm. Door de ABS-componenten werd de FJR tot ongeveer 14 kg zwaarder. Verder werd de veringsafstellingsmogelijkheden vergroot voor een toegenomen comfort tijdens het rijden bij veranderende belading. Tegen diefstal werd er een anti-diefstal transponder ingebouwd.
Het ontwerp van de kuip werd aangepast met nieuwe kleuren en geïntegreerde richtingaanwijzers voor een betere aerodynamica en een moderner uiterlijk. Daarnaast werd om de turbulentie te reduceren en betere afscherming van berijder en passagier de verstelbare ruit opnieuw ontworpen. De kuip kreeg een extra opbergdoosje in de linkerkuip om kleine dingen, zoals bijvoorbeeld een zonnebril, binnen handbereik te hebben. De koplampen kregen beide makkelijk toegankelijke insteldraaischijven om de hoogte van de lichtstraal makkelijk aan te kunnen passen aan de lading.

## Ontwikkeling 3de generatie FJR1300 A/AS (2006)
In 2006 voert Yamaha aan de hand van tips van gebruikers een uitgebreid pakket van verandering in. Ook introduceert Yamaha dat jaar de FJR1300 AS, de eerste semiautomatische motor ter wereld.

## Uiterlijk 3de generatie FJR1300 A (2006)
De FJR1300 A heeft in 2006 een totaal nieuw bodywork gekregen. Het doel van Yamaha was om het karakter van de FJR te behouden, maar meer comfort in het model te brengen en een iets moderner uiterlijk te krijgen. Om het comfort verder te verhogen hebben de ontwikkelaars ook gekeken naar het windscherm. Het bereik van de ruit is vergroot naar 120 mm, 40 mm meer dan het vorige model. Tevens zijn er luchtkanalen onder aan de ruit bijgekomen die de berijder voorzien van frisse lucht en de druk achter het windscherm verlagen. De kuip kreeg links nog een extra opbergdoosje met een 12 volt stopcontact, te gebruiken voor bijvoorbeeld het navigatiesysteem.
Op advies van gebruikers werd om het comfort verder te verhogen de grootte van de luchtinlaat voor de radiator vergroot, en zijn er verschillende verstelbare ventilatieopeningen in de kuip toegevoegd, waaronder een nieuwe luchtinlaat onder het instrumentenpaneel. Zo wordt er meer hitte weggenomen bij de bestuurder. Tegelijkertijd hebben de Yamaha-ingenieurs hitte-isolatie aan het onderste gedeelte van de voorkant van de tank aangebracht om nog meer hitte richting de berijder te kunnen verminderen.
De nieuw ontworpen achteruitkijkspiegels, die horizontaal intrekbaar zijn, werden vergroot en kregen de kleur van de kuip. Andere veranderingen zijn de nieuw ontworpen koplampen, een nieuw achterlicht en de witte covers voor de knipperlichten. Het omvangrijke instrumentenpaneel kreeg als uitbreiding een nieuwe versnellingspositie-indicator. De meters werden voorzien van een nieuw zilveren frame. Dit ziet er niet alleen mooier uit, maar ze zijn nu ook iets beter te zien. Voor een hoog gevoel van comfort werd ook een progressieve gas-pulley geïntroduceerd. Door deze aanpassing van de loop van de gaskabel heeft de gashandel in het lage en midden toerengebied een lichter gevoel.
Voor meer stabiliteit is gekozen voor een langere achterbrug. De nieuwe brug meet van het midden van het scharnierpunt tot het middelpunt van de achteras nu 567mm. Hiermee is hij dus 35mm langer dan die van het vorige model. Deze 6,5% verlenging geeft een betere rij-karakteristiek. Er is tevens een nieuw subframe aan de achterkant geplaatst om de motor gemakkelijker op de middenbok te krijgen. Door het nieuwe smallere subframe is de breedte van de motor verminderd als er zijkoffers, die vanaf 2006 standaard bij de FJR1300A geleverd worden, geplaatst worden. De FJR1300 A werd voorzien van een verstelbare zitting die verhoogd of verlaagd kan worden in twee standen, waardoor een verschil van 2 cm in zithoogte mogelijk is.

## Techniek 3de generatie FJR1300 A (2006)
Vanaf 2006 zijn alle FJR modellen standaard uitgerust met ABS in combinatie met een CBS (Central Brake System; ook wel Unified Brake System). Dit geeft meer stabiliteit tijdens het remmen. Als nu de achterrem wordt gebruikt wordt automatisch door het ABS CBS-systeem de voorrem in verhouding ook meegenomen. Hiervoor gebruikt het systeem de onderste twee zuigers van de rechter vierzuigerremklauw aan de voorkant. Om een gelijkmatige en progressieve rem actie te verkrijgen zijn de twee zuigers in de rechter voorremklauw iets kleiner dan de andere zes zuigers in het remsysteem aan de voorkant. Het ABS CBS remsysteem wordt alleen ingeschakeld als de achterrem wordt gebruikt. De 2006 modellen zijn uitgerust met een iets grotere middenversnelling die nu 37 tanden heeft. Eén meer dan de 2005 modellen. Dit heeft een toename van 2,7% in het totale versnellingsratio als gevolg, waardoor de motortoerentallen bij typische cruise-snelheden verlaagd worden en dus meer comfort opleveren. In plaats van de platte radiator met de enkele ventilator zijn de 2006 FJR modellen uitgerust met een nieuwe gebogen radiator en zogenaamde twin-ring ventilatoren. Dit moet de rijeigenschappen op hoge snelheid verbeteren en meer koeling leveren. Om aan de EURO-3 emissienorm te voldoen is er een extra honingraat aangebracht in de katalysator, en het aantal actieve platina en rodium elementen is verhoogd. In het controlesysteem is een nieuwe verwarmde O2-sensor aangebracht, die de emissie nog nauwkeuriger vermindert door direct na een start de benzinetoevoer aan te passen aan de lage temperatuur van de uitlaatgassen.

## FJR1300 AS (YCC-S)
Qua uiterlijk heeft FJR1300 AS net als de FJR1300A een in drie standen verstelbaar stuur, waarmee een beweging naar voor en achteren kan worden gemaakt van 11mm. T.o.v. de FJR1300A zijn verwarmde handgrepen echter standaard en ontbreekt de koppelingshendel. De FJR1300 AS is dan ook de eerste motor ter wereld met een semiautomatische versnellingsbak, Yamaha Chip Controlled Shift-systeem (YCC-S). Dit systeem is een grote vooruitgang in motorfiets-design en is ontworpen om het rijden op de FJR 1300 nog comfortabeler te maken. Om van versnelling te veranderen op de FJR 1300AS kan de berijder de schakelaar op de linker handgreep of het pedaal gebruiken, wat leidt tot een elektrisch schakeling. De hele schakelhandeling wordt bestuurd door een speciale ECU die de ideale manier van schakelen bepaalt. Schakelhandelingen vinden plaats binnen 0,1 – 0,2 seconden na het commando van de bestuurder. Het YCC-S-systeem is in wezen hetzelfde systeem wat je ziet in F1-wagens en een aantal dure sportwagens. Yamaha heeft dit systeem echter helemaal aangepast om verwerkt te kunnen worden in een tweewieler. Het hele systeem weegt maar 4 kilo en is in het kader van handelbaarheid dicht bij het centrale massapunt geplaatst. In Amerika wordt dit semiautomatische model FJR1300 AE genoemd.

## Verdere ontwikkeling
Vanaf 2007 werd de handverwarming standaard op alle modellen. Ook kregen alle motoren van dat jaar een twee-tone kleurschema voor een nog sportievere look. In 2007 volgde er een terugroepactie voor veel FJR1300's voor het verwisselen van een slecht functionerende Throttle Position Sensor.
In 2008 werd de computer voor de injectie aangepast voor een soepelere werking bij lage toeren. Daarnaast kreeg de ABS-schakelaar naast de aan/uit-stand een stand om druk op de remmen vast te houden, gelijk aan de werking van een handrem. Daarnaast werd de kuip verbeterd zodat deze beter bestand is tegen krassen.
In 2009 werd voor nog meer comfort de bediening van de koppeling nog lichter uitgevoerd. Verder werd de FJR1300 een halve centimeter breder en één centimeter korter met één centimeter korter wielbasis en een halve centimeter grondspeling.

## FJR1300A/AS Explorer-uitvoering
Voor 2010 kwam Yamaha met een Explorer-uitvoering in de kleur Midnight Black. De Explorer-uitvoering kreeg een bredere kuip met een groter windscherm, footshields en spiegelverbreders om nog beter beschermd te kunnen zijn tegen de elementen. Om de tank en zijkanten te beschermen werden een tankpad en rollerprotectors bevestigd. Het comfort werd verder verhoogd door luxe binnentassen voor in de kofferset en een custom made zadel met Explorer-logo. Ook kreeg de Explorer-uitvoering de nodige elektronica toegevoegd: een plug&play Yamaha-acculader, handvatverwarming, zadelverwarming met vier standen die voor de duopassagier ook in vier standen apart regelbaar is, een Zümo 660-navigatiesysteem en een Cardo Q2-communicatieset. In totaal zou het Explorer-pakket volgens Yamaha een waarde van € 3.500,- hebben.

## Gebruik door de Koninklijke Marechaussee
Halverwege de jaren 2000 zocht het Ministerie van Defensie naar een vervanger voor de ruim 350 BMW K 1100 LT's die in de tweede helft van de jaren ‘90 bij de Koninklijke Marechaussee (KMar) de Moto Guzzi V50’s (1981) vervangen hadden.:73
Voor de opvolger stelde het Ministerie van Defensie een uitgebreid Programma van eisen samen, met als belangrijkste punten vloeistofkoeling, cardanaandrijving, een rechtop zithouding en een goed bescherming biedende kuip. Drie fabrikanten schreven in op de Europese aanbesteding: BMW met de K1200 GT, Honda met de ST1300A en Yamaha met de net vernieuwde FJR1300.
Voor de beproevingen werden van elk type twee machines besteld en volledig in de gewenste KMar uitvoering gebracht.
De testmachines van Yamaha en de BMW werden door de fabrikanten speciaal voorzien van een andere bovenkuip en de BMW kreeg zelfs een aangepast uitlaatsysteem om plaats te maken voor grotere koffers. Daarnaast werden de machines uitgerust met de modernste led-signaliseringslampen en extra oranje led-alarmverlichting achterop. Er werden speciale valbeugels aangebracht en een aparte beveiliging van de boordspanning.
De testmotoren zijn in 2005 uitgebreid getest op hun rijeigenschappen en ingezet voor alle taken die de KMar dagelijks met de motorfiets uitvoert. Uiteindelijk viel de keus op de Yamaha FJR1300K (de ‘K’ staat voor de speciale ‘KMar’-uitvoering) waarvan er 300 besteld werden, inclusief 4 jaar onderhoud en banden.
Vanaf 2015 zijn de 1300K’s vervangen door 172 nieuwe motorfietsen van het nieuwste model Yamaha FJR1300A, een doorontwikkeling van de 2e generatie FJR1300 waarop FJR1300K gebaseerd is.
De nieuwste Yamaha’s van de KMar zijn uitgerust met nieuwe door Schurgers Design ontwikkelde polyester kuipdelen en radiobox.
Yamaha heeft besloten de FJR 1300 niet te updaten voor de EURO6-normering, en dat betekent dat de motoren in Europa niet langer verkocht mogen worden. Voor de politie heeft dat directe gevolgen (omdat politiemotoren op kenteken komen). De KMar heeft motoren niet op kenteken (en is dus vrijgesteld voor EURO6), maar toch staat daar vanwege het onzekere traject met betrekking tot levensduur en onderhoud een overstap gepland naar de BMW K 1600 GT-p.

## Kleurstellingen door de jaren heen
| Jaartal | Type                                         | kleuren & RAL-kleursysteem                                             | kleuren & RAL-kleursysteem                                                  | kleuren & RAL-kleursysteem                                    | kleuren & RAL-kleursysteem     |
| ------- | -------------------------------------------- | ---------------------------------------------------------------------- | --------------------------------------------------------------------------- | ------------------------------------------------------------- | ------------------------------ |
| 2001    | Yamaha FJR1300 (RP04)                        | Metallic Silver (SM1) RAL 0660                                         | Black2 (BL2) RAL 0004B                                                      | DeepPurplishBlue MetallicC (DPBMC) RAL 0564                   |                                |
| 2002    | Yamaha FJR1300 (RP04)                        | Metallic Silver (SM1) RAL 0660                                         | DullRed MetallicC (DRMD) RAL 0779                                           | DeepPurplishBlue MetallicC (DPBMC) RAL 0564                   |                                |
| 2003    | Yamaha FJR1300A(RP08)                        | Silver Storm (BS4) RAL 0820                                            | TechnoJade (BNM3) RAL 0867                                                  | Galaxy Blue (DPBML) RAL 0865                                  |                                |
| 2004    | Yamaha FJR1300/A (RP11)                      | Silver Storm (BS4) RAL 0820                                            | TechnoJade (BNM3) RAL 0867                                                  | Galaxy Blue (DPBML) RAL 0865                                  |                                |
| 2005    | Yamaha FJR1300/A (RP11)                      | Silver Storm (BS4) RAL 0820                                            | Metallic Silver (SM1) RAL 0660                                              | Galaxy Blue (DPBML) RAL 0865                                  |                                |
| 2006    | Yamaha FJR1300 A + AS (RP13)                 | Silver Storm (BS4) RAL 0820                                            | Desert Metallic (YNM9) RAL 0956                                             | Ocean Depth (DPBMU) RAL 0996                                  |                                |
| 2007    | Yamaha FJR1300 A + AS (RP13)                 | Silver Storm (BS4) RAL 0820                                            | Desert Metallic (YNM9) RAL 0956                                             | Ocean Depth (DPBMU) RAL 0996                                  |                                |
| 2008    | Yamaha FJR1300 A + AS (RP13A)                | Silver Tech (S3) RAL 0791                                              | Midnight Black (SMK)RAL 0903                                                | Graphite (DNMG) RAL 1086                                      |                                |
| 2009    | Yamaha FJR1300 A (RP13A)                     | Sunset Silver (LYNM9) RAL ????                                         | Midnight Black (SMK) RAL 0903                                               | Smokey Grey (DNMA) RAL ????                                   |                                |
| 2009    | Yamaha FJR1300 AS (RP13A)                    | Silver Tech (S3) RAL 0791                                              | Midnight Black (SMK) RAL 0903                                               | Graphite (DNMG) RAL 1086                                      |                                |
| 2010    | Yamaha FJR1300 A (RP13A)                     | Sunset Silver (LYNM9) RAL ????                                         | Midnight Black (SMK) RAL 0903                                               | Smokey Grey (DNMA) RAL ????                                   |                                |
| 2010    | Yamaha FJR1300 AS (RP13A)                    | Silver Tech (S3) RAL 0791                                              | Midnight Black (SMK) RAL 0903                                               | Graphite (DNMG) RAL 1086                                      |                                |
| 2010    | Yamaha FJR1300 A/AS Explorer-editie          |                                                                        | Midnight Black (SMK) RAL 0903                                               |                                                               |                                |
| 2011    | Yamaha FJR1300 A (RP13A) + A Explorer-editie | Silver Tech (S3) RAL 0791                                              | Midnight Black (SMK) RAL 0903                                               | Smokey Grey (DNMA) RAL ????                                   | Sunset Silver (LYNM9) RAL ???? |
| 2011    | Yamaha FJR1300 AS + AS Explorer-editie       | Silver Tech (S3) RAL 0791                                              | Midnight Black (SMK) RAL 0903                                               | Smokey Grey (DNMA) RAL ????                                   |                                |
| 2012    | Yamaha FJR1300 A + A Explorer-editie         | Silver Tech (S3) RAL 0791                                              | Midnight Black (SMK) RAL 0903                                               | Smokey Grey (DNMA) RAL ????                                   | Sunset Silver (LYNM9) RAL ???? |
| 2012    | Yamaha FJR1300 AS + AS Explorer-editie       | Silver Tech (S3) RAL 0791                                              | Midnight Black (SMK) RAL 0903                                               | Smokey Grey (DNMA) RAL ????                                   |                                |
| 2013    | Yamaha FJR1300A + AS                         | Frosted Blade / Yellowish Gray Metallic 5 (YNM5) Alleen leverbaar op A | Magnetic Bronze / Very Dark Orange Metallic 1 (VDOM1) Leverbaar op A en AS  | Midnight Black / Black Metallic X (SMX) Leverbaar op A en AS  |                                |
| 2014    | Yamaha FJR1300A + AS + AE                    | Lava Red / Deep Red Metallic K (DRMK) Leverbaar op A, AS en AE         | Magnetic Bronze / Very Dark Orange Metallic 1 (VDOM1) Leverbaar op AS en AE | Midnight Black / Black Metallic X (SMX) Leverbaar op AS en AE |                                |
| 2015    | Yamaha FJR1300A + AS + AE                    | Magnetic Bronze / Very Dark Orange Metallic 1 (VDOM1)                  | Tech Graphite / Dark Grey Metallic (DNMN)                                   | Midnight Black / Black Metallic X (SMX)                       |                                |
| 2016    | Yamaha FJR1300 AS + AS + AE                  | Matt Silver / Mat Silver #1 (MS1)                                      | Tech Graphite / Dark Grey Metallic (DNMN)                                   |                                                               |                                |
| 2017    | Yamaha FJR1300 AS + AS + AE                  | Matt Silver / Mat Silver #1 (MS1)                                      | Tech Graphite / Dark Grey Metallic (DNMN)                                   |                                                               |                                |

## Technische gegevens
| Technische gegevens     | 1ste generatie FJR1300 2001                                                          | 2de generatie FJR1300A 2003                                                          | 3de generatie FJR1300 A/AS 2006                                                      | 3de generatie FJR1300 A/AS 2009                                                      | Nde generatie FJR1300 A/AE/AS 2016,                                                                   |
| ----------------------- | ------------------------------------------------------------------------------------ | ------------------------------------------------------------------------------------ | ------------------------------------------------------------------------------------ | ------------------------------------------------------------------------------------ | --- |
| Categorie               | Sport touring                                                                        | Sport touring                                                                        | Sport touring                                                                        | Sport touring                                                                        | Sport touring                                                                                         |
| + MOTORGEDEELTE +       | 1ste generatie FJR1300 2001                                                          | 2de generatie FJR1300A 2003                                                          | 3de generatie FJR1300 A/AS 2006                                                      | 3de generatie FJR1300 A/AS 2009                                                      | Nde generatie FJR1300 A/AE/AS 2016                                                                    |
| Type                    | 1298 cc, vloeistof gekoeld, 4 cilinders in lijn, 4-takt                              | 1298 cc, vloeistof gekoeld, 4 cilinders in lijn, 4-takt                              | 1298 cc, vloeistof gekoeld, 4 cilinders in lijn, 4-takt                              | 1298 cc, vloeistof gekoeld, 4 cilinders in lijn, 4-takt                              | 1298 cc, vloeistof gekoeld, 4 cilinders in lijn, 4-takt                                               |
| Boring x slag (mm)      | 79 mm x 66,2 mm                                                                      | 79 mm x 66,2 mm                                                                      | 79 mm x 66,2 mm                                                                      | 79 mm x 66,2 mm                                                                      | 79 mm x 66,2 mm                                                                                       |
| Boring /slag ratio      | 1.19                                                                                 | 1.19                                                                                 | 1.19                                                                                 | 1.19                                                                                 | 1.19                                                                                                  |
| Compressieverhouding    | 10,8:1                                                                               | 10,8:1                                                                               | 10,8:1                                                                               | 10,8:1                                                                               | 10,8:1                                                                                                |
| Kleppen                 | DOHC, 4 kleppen per cilinder                                                         | DOHC, 4 kleppen per cilinder                                                         | DOHC, 4 kleppen per cilinder                                                         | DOHC, 4 kleppen per cilinder                                                         | DOHC, 4 kleppen per cilinder                                                                          |
| Brandstoftoevoer        | Elektronisch injectiesysteem                                                         | Elektronisch injectiesysteem                                                         | Elektronisch injectiesysteem                                                         | Elektronisch injectiesysteem                                                         | Elektronisch injectiesysteem                                                                          |
| Ontsteking              | Digitale TCI (Transistor Controlled Ignition)                                        | Digitale TCI (Transistor Controlled Ignition)                                        | Digitale TCI (Transistor Controlled Ignition)                                        | Digitale TCI (Transistor Controlled Ignition)                                        | Digitale TCI (Transistor Controlled Ignition)                                                         |
| Vermogen                | 145 hp (108,1 kW) bij 8500 tpm                                                       | 143,5 hp (105,5 kW) bij 8000 tpm                                                     | 143,5 hp (105,5 kW) bij 8000 tpm                                                     | 143,5 hp (105,5 kW) bij 8000 tpm                                                     | 146,2 hp (107,5 kW) bij 8000 tpm                                                                      |
| Max. koppel             | 125 Nm (92,2 ft. lbs) bij 6000 tpm                                                   | 134,4 Nm (13,7 kgm) bij 7000 tpm                                                     | 134,4 Nm (13,7 kgm) bij 7000 tpm                                                     | 134,4 Nm (13,7 kgm) bij 7000 tpm                                                     | 138,0 Nm (14,1 kgm) bij 7000 tpm                                                                      |
| Vermogen/gewicht ratio  | 0,55 hp/kg                                                                           | 0,53 hp/kg                                                                           | 0,48 hp/kg                                                                           | 0,48 hp/kg                                                                           | 0,50 hp/kg                                                                                            |
| Smeersysteem            | Wet sump                                                                             | Wet sump                                                                             | Wet sump                                                                             | Wet sump                                                                             | Druksmering                                                                                           |
| + TRANSMISSIE +         | 1ste generatie FJR1300 2001                                                          | 2de generatie FJR1300A 2003                                                          | 3de generatie FJR1300 A/AS 2006                                                      | 3de generatie FJR1300 A/AS 2009                                                      | Nde generatie FJR1300 A/AE/AS 2016                                                                    |
| Koppeling               | Nat, meervoudige platen                                                              | Nat, meervoudige platen                                                              | Nat, meervoudige platen                                                              | Nat, meervoudige platen                                                              | Nat, meervoudige platen                                                                               |
| Versnellingsbak         | 5 versnellingen                                                                      | 5 versnellingen                                                                      | 5 versnellingen                                                                      | 5 versnellingen                                                                      | 6 versnellingen                                                                                       |
| Verhoudingen            | 1e 2,529 (43/17) 2e 1,773 (39/22) 3e 1,348 (31/23) 4e 1,077 (28/26) 5e 0,929 (26/28) | 1e 2,529 (43/17) 2e 1,773 (39/22) 3e 1,348 (31/23) 4e 1,077 (28/26) 5e 0,929 (26/28) | 1e 2,529 (43/17) 2e 1,773 (39/22) 3e 1,348 (31/23) 4e 1,077 (28/26) 5e 0,929 (26/28) | 1e 2,529 (43/17) 2e 1,773 (39/22) 3e 1,348 (31/23) 4e 1,077 (28/26) 5e 0,929 (26/28) | 1e 2,500 (35/14) 2e 1,722 (31/18) 3e 1,350 (27/20) 4e 1,111 (30/27) 5e 0,963 (26/27) 6e 0,846 (22/26) |
| Primaire overbrenging   | 1,563 (75/48)                                                                        | 1,563 (75/48)                                                                        | 1,563 (75/48)                                                                        | 1,563 (75/48)                                                                        | 1,563 (75/48)                                                                                         |
| Secundaire overbrenging | 2,773                                                                                | 2,773                                                                                | 2,698 (35/37 × 21/27 × 33/9)                                                         | 2,698 (35/37 × 21/27 × 33/9)                                                         | 2,693 (34/36 × 21/27 × 33/9)                                                                          |
| Eindoverbrenging        | Cardan                                                                               | Cardan                                                                               | Cardan                                                                               | Cardan                                                                               | Cardan                                                                                                |
| Starter                 | Elektronisch                                                                         | Elektronisch                                                                         | Elektronisch                                                                         | Elektronisch                                                                         | Elektronisch                                                                                          |
| + CHASSIS +             | 1ste generatie FJR1300 2001                                                          | 2de generatie FJR1300A 2003                                                          | 3de generatie FJR1300 A/AS 2006                                                      | 3de generatie FJR1300 A/AS 2009                                                      | Nde generatie FJR1300 A/AE/AS 2016                                                                    |
| Frame                   | Aluminium ruitvormig brugframe                                                       | Aluminium ruitvormig brugframe                                                       | Aluminium ruitvormig brugframe                                                       | Aluminium ruitvormig brugframe                                                       | Aluminium ruitvormig brugframe                                                                        |
| Ophanging voor          | Telescopische vork, Ø 48 mm, 135 mm veerweg                                          | Telescopische vork, Ø 48 mm, 135 mm veerweg                                          | Telescopische vork, Ø 48 mm, 135 mm veerweg                                          | Telescopische vork, Ø 48 mm, 135 mm veerweg                                          | Telescopische vork, Ø 48 mm, 135 mm veerweg                                                           |
| Ophanging achter        | Link-type Swingarm, 125 mm veerweg                                                   | Link-type Swingarm, 125 mm veerweg                                                   | Link-type Swingarm, 125 mm veerweg                                                   | Link-type Swingarm, 125 mm veerweg                                                   | Link-type Swingarm, 125 mm veerweg                                                                    |
| Balhoofdhoek / Naloop   | 26 graden / 109 mm (4,3 inch)                                                        | 26 graden / 109 mm (4,3 inch)                                                        | 26 graden / 109 mm (4,3 inch)                                                        | 26 graden / 109 mm (4,3 inch)                                                        | 26 graden / 109 mm (4,3 inch)                                                                         |
| + WIELEN +              | 1ste generatie FJR1300 2001                                                          | 2de generatie FJR1300A 2003                                                          | 3de generatie FJR1300 A/AS 2006                                                      | 3de generatie FJR1300 A/AS 2009                                                      | Nde generatie FJR1300 A/AE/AS 2016                                                                    |
| Banden voor             | 120/70 ZR17 M/C (58W)                                                                | 120/70 ZR17 M/C (58W)                                                                | 120/70 ZR17 M/C (58W)                                                                | 120/70 ZR17 M/C (58W)                                                                | 120/70 ZR17 M/C (58W)                                                                                 |
| Banden achter           | 180/55 ZR17 M/C (73W)                                                                | 180/55 ZR17 M/C (73W)                                                                | 180/55 ZR17 M/C (73W)                                                                | 180/55 ZR17 M/C (73W)                                                                | 180/55 ZR17 M/C (73W)                                                                                 |
| Velg voor               | 17 M/C x MT3.50                                                                      | 17 M/C x MT3.50                                                                      | 17 M/C x MT3.50                                                                      | 17 M/C x MT3.50                                                                      | Niet bekend bij auteur                                                                                |
| Velg achter             | 17 M/C x MT5.50                                                                      | 17 M/C x MT5.50                                                                      | 17 M/C x MT5.50                                                                      | 17 M/C x MT5.50                                                                      | Niet bekend bij auteur                                                                                |
| Remmen voor             | dubbele 298 mm schijven met vierzuigerremklauwen                                     | dubbele 320 mm schijven met vierzuigerremklauwen                                     | dubbele 320 mm schijven met vierzuigerremklauwen                                     | dubbele 320 mm schijven met vierzuigerremklauwen                                     | dubbele 320 mm schijven met vierzuigerremklauwen                                                      |
| Remmen achter           | enkele 282 mm schijf met dubbele zuigerremklauwen                                    | enkele 282 mm schijf met dubbele zuigerremklauwen                                    | enkele 282 mm schijf met dubbele zuigerremklauwen                                    | enkele 282 mm schijf met dubbele zuigerremklauwen                                    | enkele 282 mm schijf met dubbele zuigerremklauwen                                                     |
| + AFMETINGEN +          | 1ste generatie FJR1300 2001                                                          | 2de generatie FJR1300A 2003                                                          | 3de generatie FJR1300 A/AS 2006                                                      | 3de generatie FJR1300 A/AS 2009                                                      | Nde generatie FJR1300 A/AE/AS 2016                                                                    |
| Lengte                  | 2195 mm (86,42 inch)                                                                 | 2195 mm (86,42 inch)                                                                 | 2240 mm (82,2 inch)                                                                  | 2230 mm (87,8 inch)                                                                  | 2230 mm (87,8 inch)                                                                                   |
| Breedte                 | 760 mm (29,92 inch)                                                                  | 760 mm (29,92 inch)                                                                  | 745 mm (29,3 inch)                                                                   | 750 mm (29,5 inch)                                                                   | 750 mm (29,5 inch)                                                                                    |
| Hoogte                  | 1435 mm (56,5 inch)                                                                  | 1435 mm (56,5 inch)                                                                  | 1330 mm (52,4 inch)                                                                  | 1315 mm (laagste positie van ruit) / 1450 mm (hoogste positie van ruit)              | 1325 mm (laagste positie van ruit) / 1455 mm (hoogste positie van ruit)                               |
| Zithoogte               | 805 mm (31,7 inch)                                                                   | 805 mm (31,7 inch)                                                                   | 805 mm (31,7 inch) versteld: 785 mm                                                  | 805 mm (31,7 inch) versteld: 785 mm                                                  | 805 mm (laag) / 825 mm (hoog)                                                                         |
| Wielbasis               | 1515 mm (59,6 inch)                                                                  | 1515 mm (59,6 inch)                                                                  | 1550 mm (61,0 inch)                                                                  | 1545 mm (60,8 inch)                                                                  | 1545 mm (60,8 inch)                                                                                   |
| Grondspeling            | 135 mm (5,3 inch)                                                                    | 135 mm (5,3 inch)                                                                    | 135 mm (5,3 inch)                                                                    | 130 mm (5,1 inch)                                                                    | 130 mm (A) / 125 mm (AE en AS)                                                                        |
| Tankinhoud - reserve    | 25 l (6.6 gallon US)- 5 l reserve                                                    | 25 l (6.6 gallon US)- 5 l reserve                                                    | 25 l (6.6 gallon US)- 5 l reserve                                                    | 25 l (6.6 gallon US)- 5 l reserve                                                    | 25 l (6.6 gallon US)- 5 l reserve                                                                     |
| Carterinhoud            | 4,9 liter                                                                            | 4,9 liter                                                                            | 4,9 liter                                                                            | 4,9 liter                                                                            | 4,9 liter                                                                                             |
| Drooggewicht            | 237 kg (522,5 pounds)                                                                | 244 kg (537,9 pounds)/ A:251 kg                                                      | 264 kg (582 pond) / AS:268 kg                                                        | 264 kg (582 pond) / AS:268 kg                                                        | 266 kg (A) / 269 kg (AE) / 273 kg (AS)                                                                |
| Servicegewicht          | 264 kg                                                                               | 271 kg                                                                               | 291 kg / AS: 295 kg                                                                  | 291 kg / AS: 295 kg                                                                  | 289 kg (A) / 292 kg (AE) / 296 kg (AS)                                                                |
| + PRESTATIES +          | 1ste generatie FJR1300 2001                                                          | 2de generatie FJR1300A 2003                                                          | 3de generatie FJR1300 A/AS 2006                                                      | 3de generatie FJR1300 A/AS 2009                                                      | Nde generatie FJR1300 A/AE/AS 2016                                                                    |
| 0–100 km/h              | 3,4 s                                                                                | 3,5 s                                                                                | 3,8 s                                                                                | 3,8 s                                                                                | Niet bekend bij auteur                                                                                |
| 0-60 mph                | 3,3 s                                                                                | 3,3 s                                                                                | 3,6 s                                                                                | 3,6 s                                                                                | Niet bekend bij auteur                                                                                |
| Topsnelheid             | 260 km/h (161 mph)                                                                   | 245 km/h (152 mph)                                                                   | 245 km/h (152 mph)                                                                   | 245 km/h (152 mph)                                                                   | Niet bekend bij auteur                                                                                |